# Žan Tabak
Žan Tabak, hrvaški košarkar in košarkarski trener * 15. junij 1970 Split, SR Hrvaška, SFRJ. 
Trenutno opravlja funkcijo glavnega trenerja ekipe San Pablo Burgos iz Lige ACB in slovaške reprezentance. Njegovo košarkarsko kariero, ki je trajala dvajset let, je kljub poškodbam zaznamovalo več pomembnih dosežkov. Bil je prvi mednarodni igralec, ki je v finalu NBA igral za dve ekipi.Žan Tabak je v svoji 6-letni karieri v ligi NBA v povprečju dosegel 5,0 točke.